# Doratulina diminuta
Doratulina diminuta är en insektsart som beskrevs av Matsumura 1914. Doratulina diminuta ingår i släktet Doratulina och familjen dvärgstritar. Inga underarter finns listade i Catalogue of Life.